# Les Mousquetaires de la reine (film, 1903)
Pour les articles homonymes, voir Les Mousquetaires de la reine.
 (juillet 2025).
Pour plus de détails, voir Fiche technique et Distribution.
Les Mousquetaires de la reine est un film français réalisé par Georges Méliès, sorti en 1903, au début du cinéma muet.

## Autour du film
En 1909, Georges Méliès réalisera un autre film portant un titre proche :  Le Mousquetaire de la reine.